# Aich (Fluss)
Die Aich ist ein etwas über 30 km langer linker und westlicher Zufluss des Neckars in den Landkreisen Böblingen und Esslingen in Baden-Württemberg.

## Name
Die erste Nennung der Aich war 1403 als an der Ehe. Der Name leitet sich vom ahd. ēwaha ab. Die Endung -aha bedeutet 'Fließgewässer'. Das Bestimmungswort könnte von ahd. ēwe 'Gesetz, Gemeinderecht' herrühren und damit die Bedeutung 'Gemeindegewässer' haben. Alternativ stammt der erste Namensbestandteil vom ahd. Wort ēwa 'Eibe' ab.

## Geographie

### Verlauf
Die Aich entspringt in der Siedlungskontur von Holzgerlingen im Landkreis Böblingen. Sie läuft auf ihrem Weg zum oberen Neckar durchgehend ungefähr nach Osten. Dabei fließt sie etwas nördlich vorbei an Neuweiler, dann südlich an Schönaich und nach einer Strecke durch den Wald durch Waldenbuch.
Anschließend läuft die Aich am Nordrand des Naturparks Schönbuch entlang, passiert dabei den Betzenberg und nimmt kurz nach dem östlich dieses Bergs gelegenen Neuenhaus, nun im Landkreis Esslingen, das Wasser der Schaich auf.
Hiernach fließt sie unter der Aichtalbrücke der B 27 hindurch und verlässt die waldreiche Gegend um ihren Ober- und Mittellauf. In der nach ihr benannten Kleinstadt Aichtal läuft sie durch die Stadtteile Aich und Grötzingen. Nachdem sie noch dessen Stadtteil Oberensingen durchflossen hat, mündet die Aich gegenüber dem zentralen Nürtingen in den Neckar.

### Einzugsgebiet
Das Einzugsgebiet der Aich ist fast 180 km² groß und umfasst naturräumlich gesehen im breiteren westlichen Teil im Schönbuch und Glemswald einen Streifen der Holzgerlinger Platte, den Großteil des Nördlichen und einen Teil des Südlichen Schönbuchs sowie den Südrand des Inneren Glemswalds. Östlich der Störungslinie, die den benachbarten Naturraum der Filder-Platte an deren Südwestseite begrenzt, verengt es sich auf einen vergleichsweise schmalen Streifen um den Flusslauf erst in der Grötzinger Platte des Unterraums Schönbuchfilder, zuletzt im Unterraum Nürtinger-Esslinger Neckartal.
Die mit 584 m ü. NHN größte Höhe im Einzugsgebiet wird an der südwestlichen Wasserscheide über der Schaich-Quelle erreicht.
Das Gebiet grenzt reihum an die Einzugsgebiete der folgenden Nachbargewässer:
- Ganz im Westen liegt das Quellgebiet der Würm, die über die Nagold und die Enz viel weiter abwärts in den Neckar entwässert;
- im Nordwesten konkurriert der große Würm-Zufluss Schwippe;
- im Nordosten zieht die obere Körsch ostwärts zum Neckar sowie deren großer Unterlauf-Zufluss Sulzbach im Ostnordosten;
- im Südosten fließt der Neckar oberhalb der Aich-Zumündung zunächst so nahe, dass er von der Wasserscheide her nur unbedeutende Zuflüsse aufnimmt;
- im Süden nimmt dieser bei Pliezhausen den Reichenbach auf;
- im Südwesten entwässert der Goldersbach den größten Teil des südlichen Schönbuchs über die Ammer zum Neckar.

### Zuflüsse
- Eschelbach (rechts), 2,2 km und 1,8 km²
- Aischbach (rechts), 3,1 km und 2,8 km²
- Keckbach (rechts), 1,6 km und 1,9 km²
- Krähenbach (links), 4,8 km und 8,1 km²
- Kohlklingenbach (rechts), 0,4 km
- Seebach (links), 2,1 km und 1,9 km²
- (Bach aus der Losklinge) (links), 1,6 km
- Sulzbach (links), 6,9 km und 14,8 km²
- Laubbach (rechts), 1,6 km
- Faulbach (rechts), 3,0 km
- (Bach aus dem Erdbeerbühl) (links), 1,4 km
- Groppbach (links), 1,7 km
- Seitenbach (rechts), 9,4 km
- Brunnenbach (rechts), 1,7 km
- (Bach aus der Diebsklinge) (rechts), 1,6 km
- (Abfluss des Stellenbrunnens) (rechts), 1,0 km
- Reichenbach (links), 13,3 km und 26,5 km²
- Schaich (rechts), 23,6 km
- Baumbach (links), 7,5 km
- Baiersbach (rechts), 2,1 km
- Finsterbach (links), 2,3 km
- Weiherbach (links), 4,4 km
- Föllbach (links), 3,5 km
- (Bach aus der Teufelsklinge) (links), 0,7 km

## Fauna
Die Aich beheimatet u. a. Regenbogenforellen, Bachforellen, Bachsaiblinge, Barben, Äschen, Hasel, Rapfen (vereinzelt), Karpfen (vereinzelt), Döbel und viele andere Weißfischarten.